# Vireo caribaeus
El vireo de San Andrés o verderón de San Andrés (Vireo caribaeus), es una especie de ave paseriforme de la familia Vireonidae perteneciente al numeroso género Vireo. Es endémico de la isla colombiana  de San Andrés. Se encontraba en la mayoría de la isla, pero debido a la pérdida de diversos hábitats, la población se limita ahora a la parte sur.

## Descripción
Es un ave pequeña que alcanza hasta 12,5 cm de longitud. Es de color verde oliva en el dorso y blanquecino o amarillo claro en el vientre. Presenta dos barras blancas en los bordes del ala, bordes pálidos en las plumas de vuelo y una franja de color amarillo claro entre el pico y los ojos. El ojo es de color gris-marrón. Emite varios cantos y llamados; produce un llamado de una sílaba, una canto repetido de dos sílabas y una canto de tres sílabas.
Tiene un pico ligeramente más delgado y más oscuro que el vireo de los manglares (Vireo pallens). Su pico es un poco más largo y más oscuro que el del vireo de Jamaica (Vireo modestus), el cual también difiere por tener un ojo blanquecino y una franja más delgada entre el pico y los ojos

## Hábitat
Vive solamente en la isla de San Andrés, en el suroeste del Caribe. Se presenta en una variedad de hábitats, incluyendo bosques, las plantaciones de cacao, pastizales matorrales y manglares. Prefiere la vegetación con un sotobosque denso. Es más común en el sur menos urbanizado de la isla.

## Estado de conservación
La población se ha estimado en entre 8.200 y 14.000 pájaros. Puede ser vulnerable a los efectos de los huracanes. Le amenaza pérdida de hábitat a medida que aumenta la población de la isla, aunque es relativamente tolerante a la degradación del hábitat y sigue siendo una de las aves más comunes de la isla. Está clasificada como especie vulnerable por BirdLife International.

## Comportamiento
Se alimenta espigando orugas y otros artrópodos de la vegetación. El territorio de reproducción abarca alrededor de 0,5 hectáreas. La anidación se ha registrado en junio; el nido es construido colgando sobre una rama de los arbustos y manglares. La hembra pone dos huevos ligeramente manchados.